# Прохасько Мар'яна
Мар'яна Проха́сько (нар. 1976, Ужгород) — українська художниця-ілюстраторка, письменниця, авторка відомої «кротячої» трилогії книжок для дітей, створеної спільно з колишнім чоловіком, письменником і журналістом Тарасом Прохаськом. Засновниця авторського видавничого проєкту «Напиши мені книжку».

## Біографія
Народилася в місті Ужгороді у 1976 році. У дитячому віці разом з батьками переїхала до Івано-Франківська. У 1998 році закінчила англійську філологію Прикарпатського університету. З того часу займається індивідуальним викладанням англійської мови дітям різного віку та перекладами. Останні роки реалізує себе як ілюстраторка. Мар'яна Прохасько не є професійним художником.

## Творчість
У 2013 році у «Видавництві Старого Лева» вийшла книжка «Хто зробить сніг», співавторами якої виступили М. Прохасько і Т. Прохасько. Це перша дитяча книжка Т. Прохаська та перший досвід М. Прохасько у ролі ілюстратора. Книжка стала переможцем конкурсу «Книга року ВВС — 2013» у номінації «Дитяча Книга року ВВС — 2013», а також отримала премію «ЛітАкцент року 2013» у номінації «Поезія і проза для дітей», посіла перше місце рейтингу «Книжка року'2013» у номінації «Дитяче свято». «Хто зробить сніг» потрапила до одного з найпрестижніших світових каталогів дитячих книжок «Білі круки — 2014» (The White Ravens 2014).
У 2014 році вийшло продовження історії — «Куди зникло море». Книжка увійшла до 20 найкращих книг премії «Найкраща книга Форуму видавців». У 2015 році вийшла остання книжка «кротячої епопеї» — «Як зрозуміти козу».
У 2016 році Мар'яна Прохасько розпочала свій авторський проєкт «Напиши мені книжку», втіленням якого займається «Видавництво Старого Лева». Суть проєкту полягає в тому, що на запрошення Мар'яни Прохасько автори писатимуть тексти, які вона ілюструватиме. Першою в цій серії стала книжка «Сузір'я Курки», текст до якої написала Софія Андрухович. У виданні Прохасько майстерно поєднала ілюстрації з фотоматеріалом (фото — Олени Субач).
У 2023 році у львівському «Видавництві Старого Лева» з’явилася її віршована збірка з авторськими фотографіями «Primitivo». Як багато інших відомих письменників, Мар’яна також написала текст для збірки «Воєнний стан»  (2023, Meridian Czernowitz). Її есе називається «Версії тиші».

## Відзнаки
- 2013 — премія «Книга року BBC — 2013» у номінації «Дитяча Книга року ВВС — 2013» за книжку «Хто зробить сніг»;
- 2013 — премія «ЛітАкцент року — 2013» у номінації «Поезія і проза для дітей» за книжку «Хто зробить сніг»;
- 2013 — перше місце рейтингу «Книжка року — 2013» у номінації «Дитяче свято» за книжку «Хто зробить сніг»;
- 2014 — книжка «Куди зникло море» увійшла до 20-ки «Найкращих книг Форуму видавців»;
- 2014 — книжка «Хто зробить сніг» увійшла до каталогу книжкових рекомендацій у галузі міжнародної дитячої та юнацької літератури «Білі круки 2014» («WhiteRavens 2014»);
- 2017 — книжка «Сузір'я Курки» увійшла до міжнародного каталогу «Білі круки 2017» («WhiteRavens 2017»)[7].